# Komenda Rejonu Uzupełnień Równe

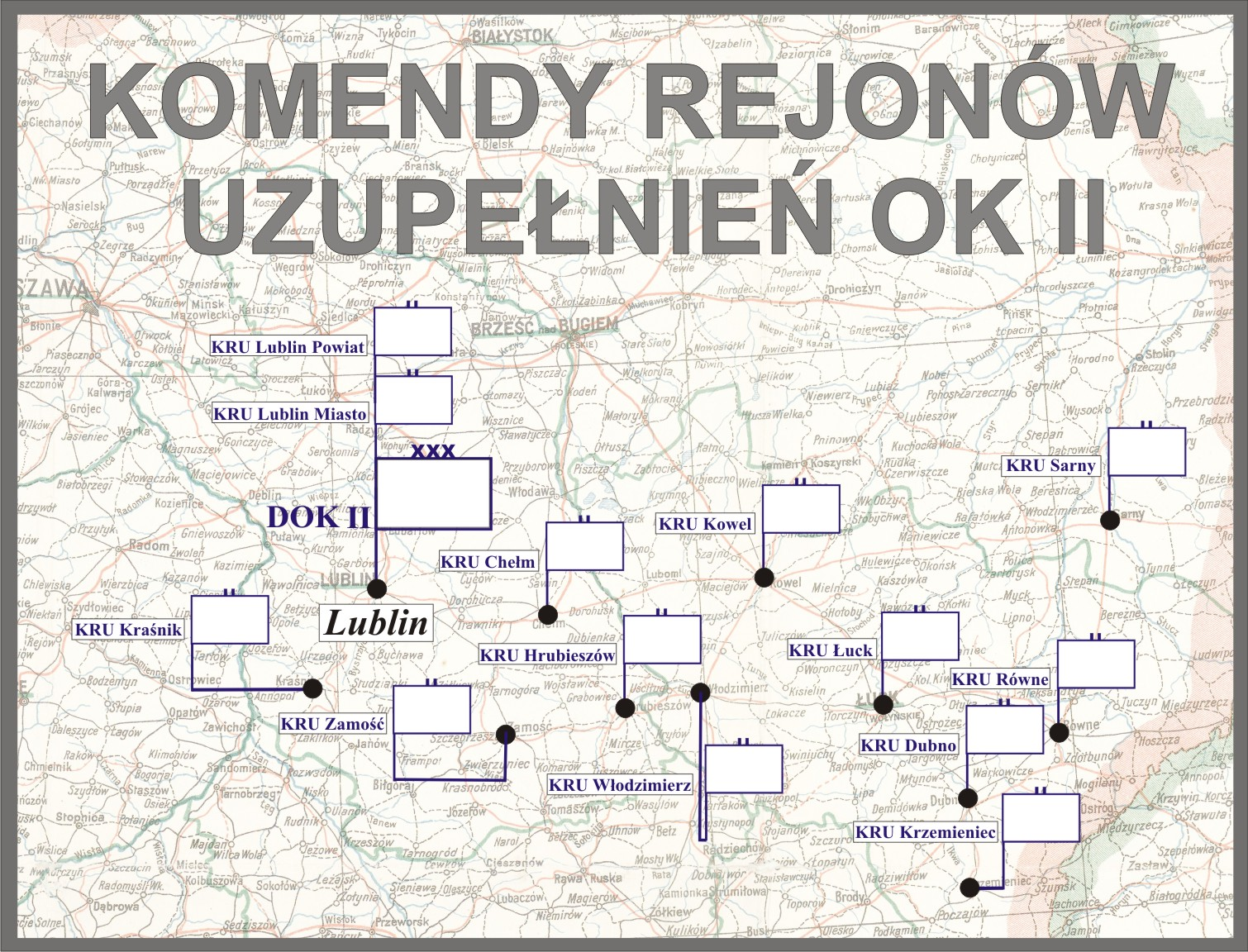
Komendy rejonów uzupełnień DOK II

Komenda Rejonu Uzupełnień Równe (KRU Równe) – organ wojskowy właściwy w sprawach uzupełnień Sił Zbrojnych II Rzeczypospolitej i administracji rezerw w powierzonym mu rejonie.

## Historia komendy
Po wprowadzeniu pokojowej organizacji służby poborowej na obszarze Okręgu Korpusu Nr II została utworzona Powiatowa Komenda Uzupełnień Równe obejmująca swoją właściwością powiaty: ostrogski i rówieński.
18 listopada 1924 weszła w życie ustawa z dnia 23 maja 1924 o powszechnym obowiązku służby wojskowej, a 15 kwietnia 1925 rozporządzenie wykonawcze ministra spraw wojskowych do tejże ustawy, wydane 21 marca tego roku wspólnie z ministrami: spraw wewnętrznych, zagranicznych, sprawiedliwości, skarbu, kolei, wyznań religijnych i oświecenia publicznego, rolnictwa i dóbr państwowych oraz przemysłu i handlu. Wydanie obu aktów prawnych wiązało się z przejęciem przez władze cywilne (administracji I instancji) większości zadań związanych z przygotowaniem i przeprowadzeniem poboru. Przekazanie większości zadań władzom cywilnym umożliwiło organom służby poborowej zajęcie się wyłącznie racjonalnym rozdziałem rekruta oraz ewidencją i administracją rezerw. Do tych zadań dostosowana została organizacja wewnętrzna powiatowych komend uzupełnień i ich składy osobowe. Poszczególne komendy różniły się między sobą składem osobowym w zależności od wielkości administrowanego terenu.
1 stycznia 1925 siedziba powiatu ostrogskiego została przeniesiona z Ostroga do Zdołbunowa. Jednocześnie zmieniono dotychczasową nazwę powiatu ostrogskiego na powiat zdołbunowski. Tego samego dnia z sześciu gmin powiatu rówieńskiego został utworzony powiat kostopolski z siedzibą starostwa w Kostopolu. Od tego czasu okręg poborowy PKU Równe obejmował powiaty: kostopolski, rówieński i zdołbunowski.
Zadania i nowa organizacja PKU określone zostały w wydanej 27 maja 1925 instrukcji organizacyjnej służby poborowej na stopie pokojowej. W skład PKU Równe wchodziły dwa referaty: I) referat administracji rezerw i II) referat poborowy. Nowa organizacja i obsada służby poborowej na stopie pokojowej według stanów osobowych L. O. I. Szt. Gen. 3477/Org. 25 została ogłoszona 4 lutego 1926. Z tą chwilą zniesione zostały stanowiska oficerów ewidencyjnych.
12 marca 1926 została ogłoszona obsada personalna Przysposobienia Wojskowego, zatwierdzona rozkazem Dep. I L. 6000/26 przez pełniącego obowiązki szefa Sztabu Generalnego gen. dyw. Edmunda Kesslera, w imieniu ministra spraw wojskowych. Zgodnie z nową organizacją pokojową Przysposobienia Wojskowego zostały zlikwidowane stanowiska oficerów instrukcyjnych przy PKU, a w ich miejsce utworzone rozkazem Oddz. I Szt. Gen. L. 7600/Org. 25 stanowiska oficerów przysposobienia wojskowego w pułkach piechoty.
Od 1926, obok ustawy o powszechnym obowiązku służby wojskowej i rozporządzeń wykonawczych do niej, działalność PKU Równe normowała „Tymczasowa instrukcja służbowa dla PKU”, wprowadzona do użytku rozkazem MSWojsk. Dep. Piech. L. 100/26 Pob.
Z dniem 1 października 1927 powiat kostopolski został wyłączony z PKU Równe i włączony do nowo utworzonej PKU Sarny.
W marcu 1930 PKU Równe była nadal podporządkowana Dowództwu Okręgu Korpusu Nr II w Lublinie i administrowała powiatami: równieńskim i zdołbunowskim. W grudniu tego roku komenda posiadała skład osobowy typ I.
31 lipca 1931 gen. dyw. Kazimierz Fabrycy, w zastępstwie ministra spraw wojskowych, rozkazem B. Og. Org. 4031 Org. wprowadził zmiany w organizacji służby poborowej na stopie pokojowej. Zmiany te polegały między innymi na zamianie stanowisk oficerów administracji w PKU na stanowiska oficerów broni (piechoty) oraz zmniejszeniu składu osobowego PKU typ I–IV o jednego oficera i zwiększeniu o jednego urzędnika II kategorii. Liczba szeregowych zawodowych i niezawodowych oraz urzędników III kategorii i niższych funkcjonariuszy pozostała bez zmian.
1 lipca 1938 weszła w życie nowa organizacja służby uzupełnień, zgodnie z którą dotychczasowa PKU Równe została przemianowana na Komendę Rejonu Uzupełnień Równe przy czym nazwa ta zaczęła obowiązywać 1 września 1938, z chwilą wejścia w życie ustawy z dnia 9 kwietnia 1938 o powszechnym obowiązku wojskowym. Obok wspomnianej ustawy i rozporządzeń wykonawczych do niej, działalność KRU Równe normowały przepisy służbowe MSWojsk. D.D.O. L. 500/Org. Tjn. Organizacja służby uzupełnień na stopie pokojowej z 13 czerwca 1938. Zgodnie z tymi przepisami komenda rejonu uzupełnień była organem wykonawczym służby uzupełnień .
Komendant rejonu uzupełnień w sprawach dotyczących uzupełnień Sił Zbrojnych i administracji rezerw podlegał bezpośrednio dowódcy Okręgu Korpusu Nr II, który był okręgowym organem kierowniczym służby uzupełnień. Rejon uzupełnień nie uległ zmianie i nadal obejmował powiaty: rówieński i zdołbunowski.

## Obsada personalna
Poniżej przedstawiono wykaz oficerów zajmujących stanowisko komendanta Powiatowej Komendy Uzupełnień i komendanta rejonu uzupełnień oraz wykaz osób funkcyjnych (oficerów i urzędników wojskowych) pełniących służbę w PKU i KRU Równe, z uwzględnieniem najważniejszych zmian organizacyjnych przeprowadzonych w 1926 i 1938.
Komendanci
- płk piech. Mikołaj Korszun-Osmołowski (do 26 X 1923 → komendant PKU Krzemieniec[22][3])
- płk piech. Adolf Dąbrowski (26 X 1923[22] – VII 1924 → 24 pp[23])
- ppłk piech. Władysław I Nowakowski (VII 1924[23] – V 1925[24] → dyspozycja dowódcy OK II)
- mjr piech. Ludwik Mijakowski (V 1925[24] – III 1929 → dyspozycja dowódcy OK II[25])
- ppłk dypl. art. Leon Ludomir Zubrzycki (VIII 1929[26] – I 1930 → dyspozycja dowódcy OK II[27])
- ppłk piech. Józef Bronisław Kuś[28] (od III 1930[29])
- mjr dypl. piech. Karol Jeżowski (1939[30], †1940 Bykownia)

Obsada pozostałych stanowisk funkcyjnych PKU w latach 1921–1925
- I referent
  - mjr piech. Gustaw Płaskowicki (do 1 VII 1923 → komendant PKU Ostrowiec[32])
  - kpt. piech. Mikołaj Pieślak (1 VII 1923[33] – VII 1924[34] → 44 pp)
  - kpt. kanc. Józef Władysław Albiński (XI 1924[35][36] → II referent PKU Kościan[37])
  - mjr / ppłk piech. Tadeusz Ludwik Chłopicki-Wajda (1 XII 1924[38] – V 1925[24] → 7 pp Leg.)
  - kpt. piech. Mieczysław Żyromski (V 1925[24] – II 1926 → kierownik I referatu)
- II referent – urzędnik wojsk. XI rangi / por. kanc. Marian Łukasiewicz (1923 – 1924)
- oficer instrukcyjny
  - por. piech. Walerian Karczewski (do I 1924 → 9 pp Leg.[39])
  - por. piech. Zygmunt Dawidowicz (od I 1924[39])
- oficer ewidencyjny na powiat ostrogski – urzędnik wojsk. XI rangi / por. kanc. Ludwik Pawelec (1 VI 1923[40] – IV 1925[41] → OE Olkusz PKU Miechów)
- oficer ewidencyjny na powiat rówieński
  - urzędnik wojsk. XI rangi Jan Richter (1923)
  - urzędnik wojsk. XI rangi / por. kanc. Marian Palczyński (od VIII 1924[42])

Obsada pozostałych stanowisk funkcyjnych PKU w latach 1926–1938
- kierownik I referatu administracji rezerw i zastępca komendanta
  - kpt. piech. Mieczysław Żyromski (II – IX 1926[47] → kierownik I referatu PKU Bydgoszcz)
  - kpt. piech. Mieczysław Chudziński (IX[48] – X 1926[49] → kierownik I referatu PKU Ostrów Poznański)
  - kpt. piech. Stanisław II Stańkowski (od XII 1926[50])
  - kpt. piech. Józef Sękowski (był w 1932 – I 1934[51] → kierownik I referatu PKU Biała Podlaska)
  - kpt. piech. Stanisław Jakub Miodoński (VI 1934 – VI 1938[52] → kierownik I referatu KRU)
- kierownik II referatu poborowego
  - por. kanc. Marek Kleinfeld (od II 1926)
  - por. piech. Janusz Jakubowski (był 1932 i w VI 1935)
- referent – por. kanc. Marian Łukasiewicz (II 1926 – XI 1928 → PKU Częstochowa[53])

W listopadzie 1926 por. kanc. Marian Palczyński został przydzielony do 45 pp celem przeszkolenia.
Obsada pozostałych stanowisk funkcyjnych PKU w latach 1938–1939
- kierownik I referatu ewidencji – mjr adm. (piech.) Stanisław Jakub Miodoński †1 VI 1951 Wałbrzych[56][b] (VI 1938 – 1939)
- kierownik II referatu uzupełnień – kpt. adm. (piech.) Michał Komorski[c] (1939)